# FKスロボダ・ムルコニチ・グラード
FKスロボダ・ムルコニチ・グラード（FK Sloboda Mrkonjić Grad）は、ボスニア・ヘルツェゴビナのスルプスカ共和国ムルコニチ・グラードをホームタウンとするサッカークラブである。

## 歴史
1945年に創設された。
2010年にドルガ・リーガRS・西地域で優勝してプルヴァ・リーガRSに昇格した。デビューシーズンは11位で残留を果たした。2010-11シーズンに優勝したコザラ・グラディシュカはシーズンを通して4敗したが、そのうちの1敗がスロボダ・ムルコニチ・グラード戦であった。
2012年にクプ・レプブリケ・スルプスケで決勝に進出したが、0-0（PK戦 1-3）でボラツ・バニャ・ルカに敗れて準優勝に終わった。
2015-16シーズンはプルヴァ・リーガRSで最終第32節まで残留争いを演じ、スティエスカ・フォチャ、レオタル・トレビニェと勝ち点48で並んだが、当該チーム間の成績によりスティエスカ・フォチャが残留し、スロボダ・ムルコニチ・グラードとレオタル・トレビニェは降格圏に終わった。しかし、同年7月にムラドスト・ヴェリカ・オバルスカが財政問題でレギオナルナ・リーガ・東地域に降格したため、代わりにスロボダ・ムルコニチ・グラード、レオタル・トレビニェ、スロボダ・ノヴィ・グラードの3チームが残留候補となり、スルプスカ共和国サッカー連盟の緊急委員会にて最も順位が上位であったスロボダ・ムルコニチ・グラードが残留することが決定された。

## 獲得タイトル
- ドルガ・リーガRS：1回
  - 2009-10